# صالح اوچان
صالح اوچان (ترکی استانبولی: Salih Uçan؛ زادهٔ ۶ ژانویهٔ ۱۹۹۴) بازیکن فوتبال اهل ترکیه است.
از باشگاه‌هایی که در آن بازی کرده‌است می‌توان به فنرباغچه، رم، سیون و امپولی اشاره کرد.
وی همچنین در تیم ملی فوتبال ترکیه بازی کرده‌است.